# Чи люблю тебе?
«Чи люблю тебе?» (інша назва: «Комедія шлюбу») — радянський комедійний художній фільм, знятий режисером Сергієм Герасимовим за власним сценарієм в 1934 році на студії «Ленфільм». Прем'єра фільму відбулася 19 квітня 1934 року. Фільм до наших днів не зберігся.

## Сюжет
Фільм оповідає про життя і побут радянських студентів, які нещодавно стали молодим подружжям. Молоде подружжя Наташа і Сергій недовго були щасливі. Перша сварка сталася через смажену рибу, поставлену Наташею на дипломне креслення Сергія. Далі були інші сварки. Одного разу Наташа пішла з дому і переночувала у одного з друзів. Наташа зрадила чоловікові. Успішно захистивши диплом, Сергій один поїхав на Кавказ. Наташа зрозуміла, що була не права. Після захисту диплома вона послала Сергію, який продовжував любити її, телеграму про свій приїзд.

## У ролях
- Тамара Макарова —  Наталя, молода дружина
- Володимир Марьєв —  Сергій, молодий чоловік
- Ніна Шатернікова —  Вєрка
- Костянтин Назаренко —  Костя, аспірант
- Олег Жаков —  студент Сеня
- Михайло Ростовцев —  професор
- Олена Дейнеко —  мадам Ляля Тушканчик
- Іван Кузнецов —  Миколка
- Микола Черкасов —  студент
- Степан Каюков —  пан Тушканчик на прізвисько «Шістьма вісім-сорок вісім»
- Леонід Кміт — епізод
- Степан Крилов — епізод
- Василь Чумаченко — епізод
- Петро Алейников — епізод
- Валентина Телегіна — епізод
- Борис Феодос'єв —  командир (немає в титрах)
- Олександра Матвєєва —  реєстратор (немає в титрах)

## Знімальна група
- Режисер — Сергій Герасимов
- Сценарист — Сергій Герасимов
- Оператори — Федір Зандберг, Юрій Утєхін
- Художник — Семен Мейнкін